# Саарбрюккен
Саарбрю́ккен (нем. Saarbrücken, фр. Sarrebruck, Сарбрю́к, на местном диалекте — Saarbrigge) — город на западе Германии, административный центр земли Саар и одноимённого района. Расположен непосредственно на границе с Францией. Население составляет 181,9 тыс. человек (2022).

## История
Впервые Саарбрюккен упоминается в дарственной грамоте Оттона III от 999 г. как «замок Сарабрукка» (castellum Sarabrucca).
Саарбрюккен возник при соединении трёх городов: Саарбрюккен, Санкт-Иоганн и Мальштатт-Бурбах.
В течение веков графство Саарбрюккен не раз переходило из немецких во французские руки.

### Название города
Название города не связано с современным словом мост (нем. Brücke), так как во время первых упоминаний о селе и замке мостов через реку не было, а первый мост через реку — ныне Старый мост — был построен лишь через 500 лет. Старое слово Sarabriga имеет кельтское происхождение. Sara означает поток, ручей, а briga можно перевести как скала или валун. Вероятно, имелась в виду скала, напротив Старого моста, на которой был построен первый замок.

## Экономика
Саарбрюккен — крупный индустриальный центр в сердце угольного бассейна. Здесь расположены предприятия металлургической, оптико-механической, керамической, пивоваренной, машиностроительной и других отраслей.

## Спорт
В городе имеется спортивная арена «Людвигспарк» вместимостью 35,3 тыс. зрителей. Она является «домашней» для футбольного клуба «ФК Саарбрюккен».
Саарбрюккен — один из шашечных центров Германии. Здесь проходил Чемпионат Германии по международным шашкам 2006 года, действует русскоязычное общество Saarheimat (букв. «Родина Саар»), специализирующееся в трех направлениях: организация концертов, проведение экскурсий и популяризация шашечной школы (председатель — Игорь Эльвов).[значимость факта?]

## География

### Климат
| Показатель                    | Янв. | Фев. | Март | Апр. | Май | Июнь | Июль | Авг. | Сен. | Окт. | Нояб. | Дек. |
| ----------------------------- | ---- | ---- | ---- | ---- | --- | ---- | ---- | ---- | ---- | ---- | ----- | ---- |
| Средний суточный максимум, °C | 3    | 4    | 9    | 13   | 18  | 21   | 23   | 23   | 19   | 14   | 7     | 4    |
| Средний суточный минимум, °C  | −1   | −1   | 2    | 4    | 8   | 11   | 13   | 13   | 10   | 7    | 2     | 0    |
| Норма осадков, мм             | 54   | 42   | 38   | 38   | 46  | 49   | 50   | 40   | 39   | 52   | 59    | 61   |

## Административное деление
Территория города в соответствии с первым параграфом «Положения о делении города Саарбрюккен на городские районы» (нем. § 1 der „Satzung über die Einteilung der Landeshauptstadt Saarbrücken in Stadtbezirke“) состоит из 4 городских округов: Центр, Дудвайлер, Запад и Хальберг. При этом Дудвайлер имеет собственную администрацию. В каждом городском округе имеется также окружной совет с бургомистром, которые рассматривают важные, затрагивающие округ, вопросы, однако окончательное решение принимает городской совет. Каждый округ подразделяется на районы, однако только в целях статистики.
Районы Саарбрюккена:
- Центр: Альт-Саарбрюккен, Мальштатт, Санкт Йоханн, Эшберг, Санкт Арнуал
- Запад: Гершвайлер, Кларенталь, Альтенкессель, Бурбах
- Дудвайлер: Дудвайлер, Егарсфройде, Херрензор, Шайдт
- Хальберг: Шафбрюкке, Бишмисхайм, Энсхайм, Бребах-Фехинген, Эшринген, Гюдинген, Бюбинген

## Достопримечательности
Ежегодно в январе в городе проходит кинофестиваль Макса Офюльса.
- Замок Хальберг

## Транспорт
Саарбрюккен связан с Ригельсбергом и Саргемином (Франция) линией междугородного трамвая (tram-train, «трамвай-поезд») Saarbahn. В пределах города система Saarbahn выполняет функцию обычного городского трамвая.
В Саарбрюккене располагалась одна из железнодорожных дирекций Deutsche Bundesbahn.
В Саарбрюккене есть международный аэропорт, из которого осуществляются рейсы в основные города Германии и по некоторым направлениям отдыха.

## Города-побратимы
- Нант (фр. Nantes, брет. Naoned), Франция (1965)
- Тбилиси (груз. თბილისი), Грузия (1975)
- Котбус (нем. Cottbus), Германия (1987)
- Ковель (укр. Ковель), Украина (2023)

## Знаменитые уроженцы
- Вальтер Шелленберг
- Сандра
- Макс Офюльс
- Эдмонд Потье
- Герман Раребелл
- Карл Рёхлинг
- Йонас Гектор
- Аттила Дорн
- Андреас Беттингер

## Галерея
- Ludwigskirche (Церковь Людвига)
- Базилика Св. Иоанна
- Мост Вильгельма-Гейнриха с воссозданным речным краном
- Alte Brücke (Старый мост)
- Staatstheater (театр)
- Saarbahn трамвай
- Кампус Саарского университета
- Центральный вокзал
- Саарбрюккенский аэропорт